# عابدینی
عابدینی از نام‌های خانوادگی در ایران است. برخی افراد با این نام خانوادگی عبارتند از:
- ابوالفضل عابدینی خبرنگار و زندانی سیاسی سابق از اعضای حزب پان ایرانیست ایران
- امیر عابدینی بازیکن سابق و مدیر کنونی فوتبال
- حسین عابدینی هنرپیشه
- رضا عابدینی طراح گرافیک
- سعید عابدینی خبرنگار واشینگتن پست و زندانی سیاسی سابق
- عبدالکریم عابدینی روحانی شیعه و امام‌جمعه قزوین
- علی عابدینی از اصحاب سینما
- فردین عابدینی بازیکن فوتبال
- مجتبی عابدینی شمشیرباز ایرانی در اسلحه سابر
- رضا عابدینی ، والیبالیست ایرانی